# Correspondance - Nougé, Goemans, Lecomte
Correspondance est une revue publiée à Bruxelles en 22 numéros (ou tracts) entre novembre 1924 et juin 1925.
Marcel Mariën juge dans son Activité surréaliste en Belgique (1924-1950) que la série de tracts Correspondance, inaugurée par Paul Nougé le 22 novembre 1924, peut raisonnablement être classée parmi les revues le plus rares du monde.
Chaque tract, rédigé en alternance par Paul Nougé, Camille Goemans et Marcel Lecomte est imprimé sur une feuille de couleur, et porte son numéro d'ordre dans la série. La revue est tirée à moins de cent exemplaires et distribuée gratuitement à des destinataires variant d'un numéro à l'autre. André Souris écrira en 1966 à propos de ces tracts : « imprimés régulièrement à raison d'un par décade, ils n'étaient point mis en vente, mais envoyés aux personnalités les plus actives du monde littéraire d'alors. Chacun des tracts portait le nom de sa couleur (bleu 1, rose 2, jaune 8, nankin 14...) L'écriture en était curieusement uniforme et semblait résulter chez les trois auteurs, d'une volonté délibérée de dépersonnalisation. Elle se caractérisait par une extrême concision, un tour allusif, précieux, parfois sibyllin, légèrement inquiétant. Il s'agissait chaque fois d'une riposte à un évènement littéraire récent.
Certains tracts prenaient l'allure de pastiches (ayant pour modèles, entre autres, Valéry, Gide, Paulhan) mais ils dépassaient de loin l'exercice de style, car ils résultaient d'une opération consistant, à partir d'un texte, à s'installer dans l'univers mental et verbal de son auteur et, par de subtils gauchissements, à en altérer les perspectives. C'était l'amorce de cette technique de métamorphose d'objets donnés, qui allait devenir la préoccupation centrale des membres du groupe.»
Jean Paulhan consacre sa chronique de février 1925 dans la Nouvelle Revue française aux 3 premières livraisons de Correspondance et au premier numéro de La Révolution surréaliste (1er décembre 1924). Paulhan entretiendra une correspondance soutenue avec un Paul Nougé qui lui voue une estime ceinte de jalousie.
André Breton remarque le trio belge et deviendra l'ami de Goemans. Dès cette époque, les différences entre le surréalisme belge et le surréalisme parisien se marquent, notamment avec la participation de musiciens tels André Souris qui aurait été impensable en France.
La rédaction d'une réplique au numéro spécial Le Cas Lautréamont de la revue Le Disque Vert dirigée par Franz Hellens et Henri Michaux fera l'objet de houleuses discussions entre Marcel Lecomte d'une part, Goemans et Nougé de l'autre. Lecomte, qui avait publié dans Signaux de France et de Belgique, et qui participera à la revue Nord en 1929, refuse de signer le tract Éloge de Lautréamont qui attaque durement Malraux et Gourmont — la rupture est consommée et Marcel Lecomte est exclu de Correspondance. Goemans rédige un plaidoyer contre Lecomte, mais c'est finalement par une simple carte de visite que l'exclusion sera signifiée. 
Vingt ans plus tard, Marcel Lecomte écrira à Jean Paulhan croire « n'avoir appartenu au groupe surréaliste belge que pendant les années 1927/1929 » faisant ainsi le silence sur sa participation à Correspondance.